# Pietro Aron
Pietro Aron (kolem roku 1480 ve Florencii – po roce 1545) byl italský hudební teoretik a skladatel. Věnoval se zejména kontrapunktu.

## Život
V letech 1515 až 1522 byl kantorem v Imole, kde se také stal v roce 1516 knězem. Pak odešel do Benátek a pak se stal kantorem v katedrále v Rimini.

## Dílo
- 1516 – Libri tres de Institutione Harmonica
- 1523 – Thoscanello de la Musica
- 1525 – Trattato della natura et cognitione di tutti li tuoni di Canto Figurato non d'altrui più scritti
- 1545 – Lucidario in Musica di alcune oppenioni antiche et moderne
- 1547 – Compendiolo di multi dubbi, segreti et sentenze intorno al Canto Fermo, et Figurato